# Teatro Lumière
Il teatro Lumière è un teatro di Firenze, attivo dal 2010 con programmazione affidata alla compagnia amatoriale Ars Ante diretta da Paola e Maurizio del Buffa. Fa parte del complesso parrocchiale del Centro Incontri, associazione di promozione sociale della parrocchia di Badia a Ripoli, Abbazia di San Bartolomeo a Ripoli,nel Quartiere 3 nella periferia sud della città.

## Storia
Costruita nei primi anni settanta per volontà del parroco di Badia a Ripoli, don Antonino Spanò, la sala completava come cinema parrocchiale l'adiacente circolo Centro Incontri. Inizialmente dunque non disponeva neppure di palcoscenico né di camerini per gli artisti. Ristrutturato più volte nel corso degli anni il cinema ha assunto da prima fisionomia di spazio polivalente e sede delle attività artistiche della storica compagnia filodrammatica Giosuè Borsi Ars Ante e quindi sempre più il ruolo vero e proprio di teatro. Chiuso verso la fine degli anni ottanta il teatro è stato completamente ristrutturato a partire dal 2006, con la costruzione del palcoscenico e di un moderno e attrezzato locale camerini e servizi per gli artisti. Dotato di strutture di accoglienza per disabili, fin sul palcoscenico, il nuovo teatro è stato inaugurato nel 2010, assumendo l'attuale insegna di Teatro Lumière. 
Dal novembre 2010 all'aprile 2011 ha ospitato il primo cartellone ufficiale, con una stagione professionale di alta qualità, affidata al direttore artistico Marco Predieri. Ad inaugurare la sala sono stati gli attori Michele La Ginestra ed Edi Angelillo nel novembre 2010, con lo spettacolo Radice di 2. Dopo solo due stagioni il teatro Lumière si è imposto tra le realtà più interessanti e seguite del panorama teatrale fiorentino e ha avuto la possibilità di ospitare Marco Morandi, Carlotta Proietti, Ugo Dighero, Roberto Ciufoli e molti altri. 
Aderisce, con le altre principali sale della città e dei comuni limitrofi, all'associazione di categoria Firenze dei Teatri. 
Dalla stagione 2015/2016, la direzione del Teatro è passata a Paola Tanda e Maurizio Del Buffa, che hanno riportato la sala alla sua vocazione locale originaria.